# Državna cesta D102
Die Državna cesta D102 (kroatisch für Nationalstraße D102) ist eine kroatische Staatsstraße, die die Insel Krk mit dem Festland verbindet und die gesamte Insel in Nord-Süd-Richtung zentral erschließt. Sie führt von Križišće ⊙ auf dem kroatischen Festland bis nach Baška auf Krk und ist 48 Kilometer lang. 

## Straßenverlauf
Die Straße beginnt an einem Kreisverkehr, der eine Verbindung zur A7 und zur D8 darstellt. Es folgt eine Mautstelle und dann die Krk-Brücke. Auf der Insel Krk befindet sich eine Kreuzung, von der man mittels der D103 zum Flughafen Rijeka bzw. nach Omišalj. Danach kommen zwei weitere Abzweigungen nach Omišalj sowie eine nach Čižići. Nach diesen drei Kreuzungen folgen zwei Abzweigungen nach Njivice. Die nächste Ortschaft ist Malinska, zu der es wieder drei Verbindungen gibt (eine davon ist die Državna cesta D104, die nach Valbiska führt, wo es eine Autofähre nach Cres bzw. Rab gibt) und eine ins Innere der Insel zu den Ortschaften Kras, Dobrinj und Šilo. Es folgt eine Kreuzung, die eine Verbindung zur Ortschaft Vrh darstellt. Danach kommen zwei Abzweigungen zur Inselhauptstadt Krk. Nach Krk kommt die Ortschaft Punat. Es folgt eine Abzweigung nach Vrbnik. Zuletzt durchquert die Straße noch die Orte Draga Bašćansksa, Jurandvor und Baška.

## Galerie

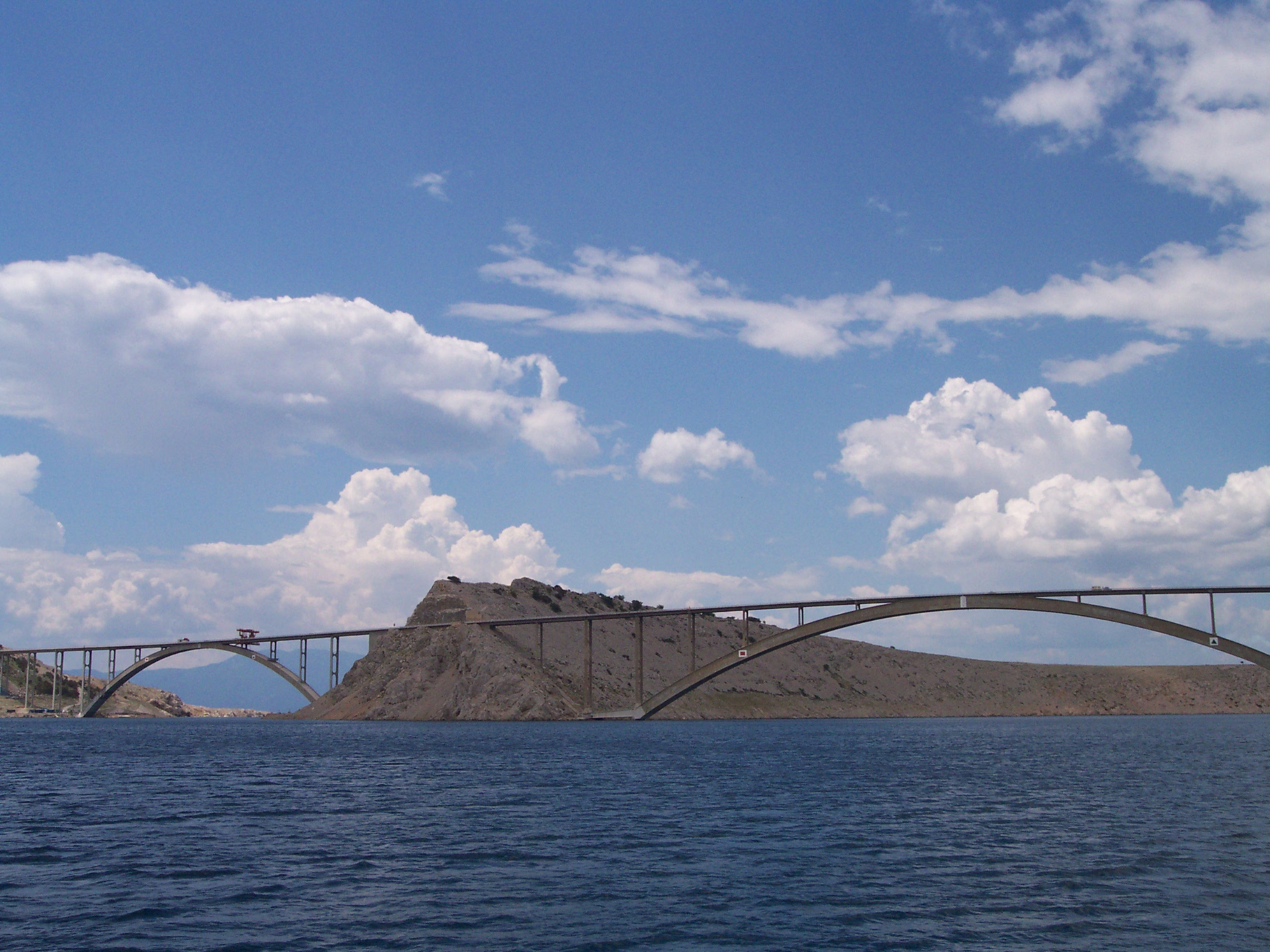
Die Krk-Brücke ist Teil der D102
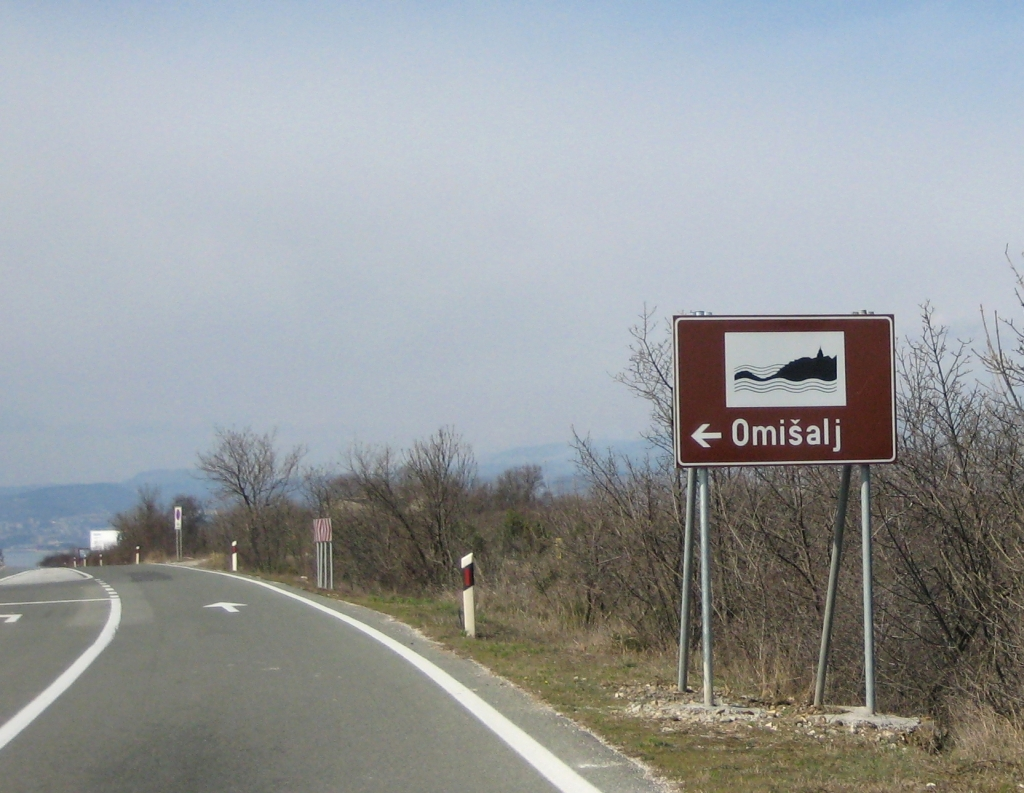
Die D102 bei Omisalj
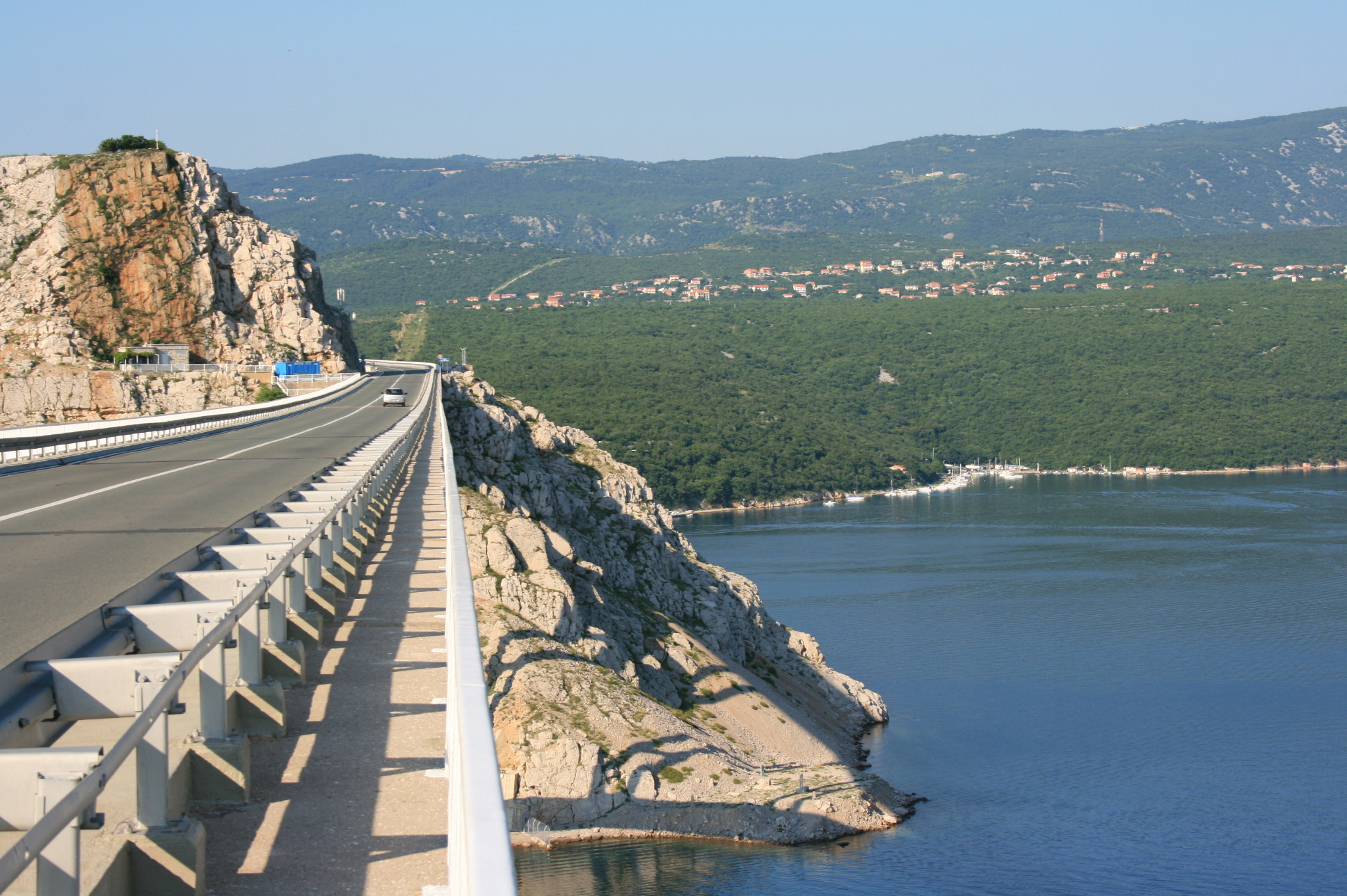
Auf der Krk-Brücke (2008)